# Singa (Indonesië)
Singa is een bestuurslaag in het regentschap Karo van de provincie Noord-Sumatra, Indonesië. Singa telt 2375 inwoners (volkstelling 2010).